# 水果電池
水果電池是利用水果的氧化還原反應產生電位差來進行發電。

## 原理
一般而言，水果含有豐富的維生素C而呈現酸性，水果電池的原理即是利用果汁中酸性物質的氫離子在正極被還原成氫氣（氫之標準還原電位為0.00 V），而負極的鋅易被氧化（鋅的標準氧化電位為0.74 V）。因此，以銅片為正極，鋅片為負極時，產生的電位差為0.74 V